# Blasbachtalbrücke
Die Blasbachtalbrücke ist eine der zahlreichen Talbrücken im Zuge der Sauerlandlinie – Bundesautobahn 45. Sie steht unmittelbar östlich des Wetzlarer Kreuzes.
In der Fachwelt erregte die Brücke durch ein Gerichtsurteil über Risse im Beton bundesweites Aufsehen.

## Beschreibung
Die Brücke überquert den Blasbach und die L3053. Die im Grundriss leicht gebogene Brücke ist 405,5 m lang. Sie hat getrennte Bauwerke für jede Fahrtrichtung, die zusammen 40,35 m breit sind. Ihre neun Felder haben Stützweiten von bis zu 46,5 m. Ihr größter Pfeiler ist ca. 41 m hoch. Die  zwischen Mai 1969 bis Februar 1971 errichtete Brücke ist eine Spannbeton-Hohlkastenbrücke mit zwei getrennten Überbauten.
Sie war das erste Beispiel für eine überbreite Autobahnbrücke, bei der eine Vorschubrüstung mit fünf Rüstträgern eingesetzt wurde.
Sie wurde 1999 extern verstärkt.
Wie für die meisten der Talbrücken im hessischen Abschnitt der Sauerlandlinie ist ein Ersatz durch einen sechsstreifigen Neubau geplant.

## Gerichtsverfahren
Bald nach der Fertigstellung zeigten sich Risse im Beton der Überbauten, die Gegenstand eines gerichtlichen Verfahrens wurden. Nach dem gerichtlichen Sachverständigengutachten hatten sich die Rissverläufe zwischen 1972 und 1977 kaum verändert. Die Rissbreiten lagen bei 0,2 mm und überstiegen selten den Wert von 0,3 mm. Risse traten insbesondere im Bereich der Koppelfugen auf. Der damalige Stand der Technik verlangte keinen Nachweis der Dauerschwingfestigkeit von Koppelfugen.
Das LG Wiesbaden wies die Klage ab. Konstruktion und Ausführung der Brücke entspräche den getroffenen Vereinbarungen, insbesondere dem Amtsentwurf und der Leistungsbeschreibung. Sie sei gemäß den damals geltenden anerkannten Regeln der Technik errichtet worden.
Demgegenüber vertrat das OLG Frankfurt am Main, ohne den Gutachter nochmals anzuhören, die Ansicht, dass alle Risse Mängel seien, auch die unter 0,2 mm Breite. Der Unternehmer hafte dafür, dass das Werk mängelfrei sei und den anerkannten Regeln der Technik entspreche. Es komme nicht darauf an, ob der Unternehmer den Fehler hätte erkennen und vermeiden können. Er trage das Risiko der Mängelfreiheit seines Werkes, auch wenn die anerkannten Regeln der Technik noch keine für den konkreten Fehler einschlägigen Regeln enthalten habe.
Das Urteil erregte in der Fachwelt großes Aufsehen, zum einen, weil es betonte, dass auch ein gemäß den anerkannten Regeln der Technik ausgeführtes Werk mangelhaft sein könne, aber insbesondere, weil es eine juristische Definition des Mangels vertrat, ohne auf die technischen Zusammenhänge einzugehen oder sich mit dem gerichtlichen Sachverständigengutachten und seiner Darstellung der verschiedenen Rissarten und ihres Einflusses auf die Dauerhaftigkeit der Brücke auseinanderzusetzen.
Die Diskussion über das Urteil wurde erst 1982 zu einem vorläufigen Abschluss gebracht, als das Bundesministerium für Verkehr im Allgemeinen Rundschreiben Straßenbau Nr. 19/1982 über Stahlbetonkappen auf Straßenbrücken nur Risse über 0,2 mm Breite als Mangel ansah. Aber noch 1995 konnte Der Spiegel in einem Artikel über Spannbetonbrücken ausführlich auf die Rissproblematik eingehen.